# Drama (Fluss)
Die Drama ist ein kleiner Fluss in Oberschlesien. Der 22 Kilometer lange Fluss verläuft nördlich des Oberschlesischen Industriegebietes. Neben der Kleinstadt Pyskowice (Peiskretscham) durchfließt sie meist ein landschaftliches Gebiet und Waldgebiete. Ihre natürliche Mündung befand sich an der Klodnitz, einem Nebenfluss der Oder. Durch Umgestaltungen der Landschaft und der Gewässer in ihrem Mündungsbereich Mitte des 20. Jahrhunderts mündet sie heute im Gleiwitzer Kanal. Mit der Teilung Oberschlesiens befand sich die Drama im Grenzgebiet zwischen Preußen und Polen.

## Verlauf

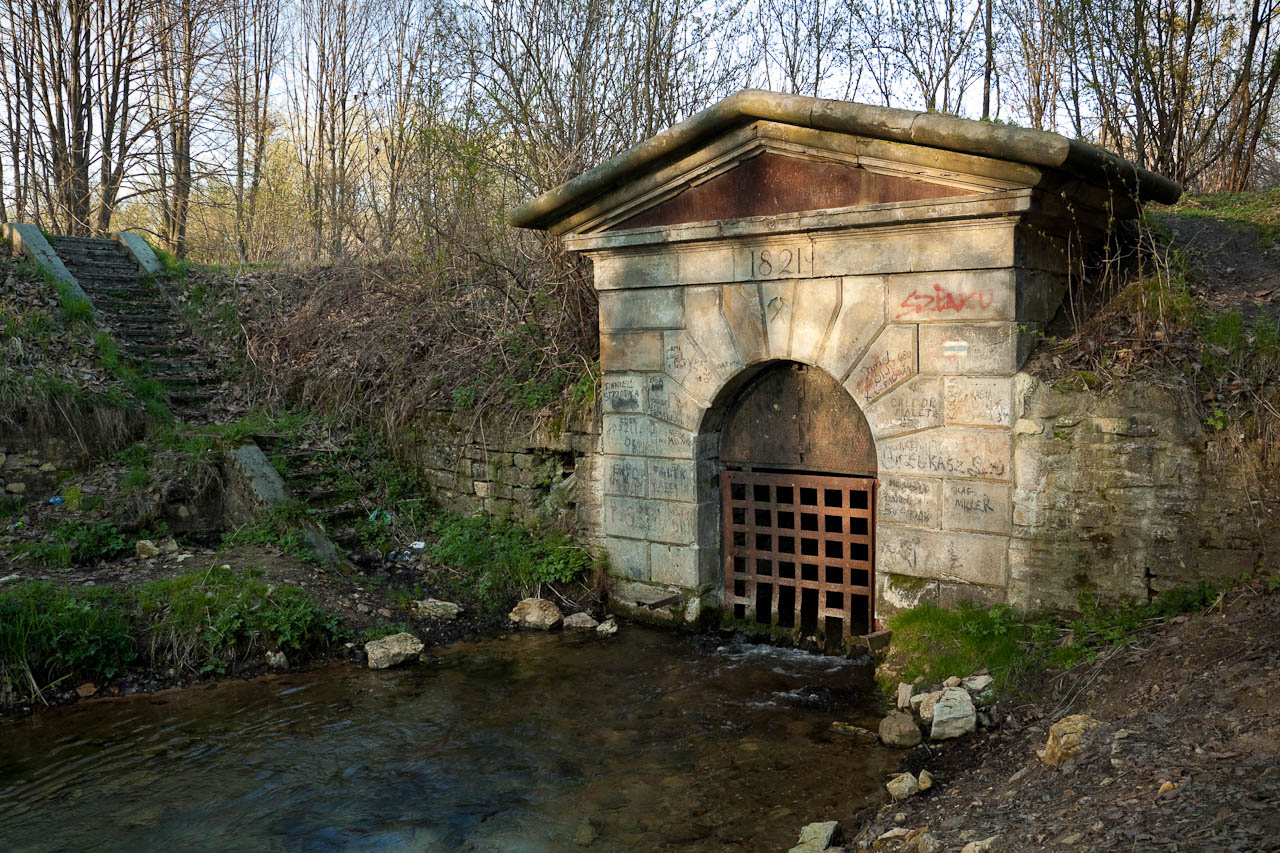
Mundloch des Tiefen Friedrichstollens

Die Drama entspringt im Stadtgebiet von Tarnowskie Góry (Tarnowitz), nahe dem Stadtteil Repty Śląskie (Repten). Noch im Stadtgebiet wird sie durch Wasser aus einem Mundloch des Tiefen Friedrichstollens gespeist, das Wasser aus dem Untergrund zu Tage fördert. Das Mundloch wird gelegentlich als Quelle der Drama bezeichnet, ist jedoch gänzlich künstlich hergestellt worden. Von dort aus fließt die Drama in südwestlicher Richtung zur Mündung und passiert die Gemeinde Zbrosławice (Broslawitz). Zunächst fließt sie entlang des Ortes Zbrosławice und an den beiden Orten Kaminiec (Kamienietz) und Karchowice (Karchowitz) vorbei.
Daraufhin durchfließt die Drama die Stadt Pyskowice durch ein Tal, das gänzlich unbebaut ist und die Stadt in einen nördlichen und einen südlichen Teil aufteilt. Auf einem kleinen Teil des Tals neben der nördlich gelegenen Altstadt wurde der Stadtpark angelegt. Westlich von Pyskowice wird der Fluss zum kleinen Dzierżno-Stausee angestaut. An seinem westlichen Rand tritt die Drama wieder aus und mündet nach einer kurzen Strecke in den Gleiwitzer Kanal.

## Kulturelles
In dem Gedicht mit dem Titel „Die Drama – Flüßchen in Oberschlesien“ wurde der Fluss durch den Dichter Moritz Graf von Strachwitz (1822–1847) literarisch verewigt.